# Municipio de Valley Brook
El municipio de Valley Brook (en inglés: Valley Brook Township) es un municipio ubicado en el condado de Osage en el estado estadounidense de Kansas. En el año 2010 tenía una población de 1528 habitantes y una densidad poblacional de 14,64 personas por km².

## Geografía
El municipio de Valley Brook se encuentra ubicado en las coordenadas 38°36′53″N 95°40′20″O / 38.61472, -95.67222. Según la Oficina del Censo de los Estados Unidos, el municipio tiene una superficie total de 104.34 km², de la cual 104,02 km² corresponden a tierra firme y (0,31 %) 0,32 km² es agua.

## Demografía
Según el censo de 2010, había 1528 personas residiendo en el municipio de Valley Brook. La densidad de población era de 14,64 hab./km². De los 1528 habitantes, el municipio de Valley Brook estaba compuesto por el 97,71 % blancos, el 0,33 % eran afroamericanos, el 0,46 % eran amerindios, el 0,07 % eran asiáticos, el 0,07 % eran de otras razas y el 1,37 % eran de una mezcla de razas. Del total de la población el 1,18 % eran hispanos o latinos de cualquier raza.